# Мордобой 3
«Мордобой 3» (англ. Kick-Ass-3) — третий том комикса «Мордобой», состоящий из восьми выпусков и представленный в 2013 году издательством Icon Comics, дочерней компанией Marvel Comics. Написанный Марком Милларом и нарисованный Джоном Ромитой —младшим является сиквелом к их комиксам «Мордобой» и «Мордобой 2», а также к комиксу спин-оффу «Убивашка».

## Сюжет
После событий «Мордобой 2», Минди Маккриди сидит в тюрьме, а Дэйв Лизевски заканчивает среднюю школу и продолжает борьбу против организованной преступности. Тем не менее, судья навсегда отказывается освобождать Минди из тюрьмы, а лейтенант Стрипс убит матерью Криса Дженовезе, Анджелой, пытаясь отомстить за своего брата, Полковника Старс. Коррумпированный полицейский Вик Гиганте, получивший повышение до капитана после ареста Минди, контактирует с дядей своего отца, дон Рокко Дженовезе по прозвищу Айсберг. Они в конечном счёте устраивают ненасильственной анархии, чтобы взять на себя ответственность за массовую резню в окрестностях и изнасилование банды Пипца, раздавить Кэти Дома, очистить имя Криса и разрешить Рокко взять на себя операции мэра в городе.
После битвы с одной из банд, Дэйв встречает женщину по имени Валери и начинает встречаться с ней. На вечеринке, посвященной празднованию освобождения Криса Дженовезе, Пипец организует свою банду, чтобы члены юстиции помогли ему напасть на партию бандитов и отправить предупреждение толпы. План не удастся, тогда друзья Пипца убегают перед лицом возмездия из толпы. В это-же время в тюрьме Минди доверяется психиатру, с кем она обходит безопасность тюрьмы, чтобы позволить ей бродить вокруг тюрьмы и убивать заключенных по ночам. Кроме того, она рассказывает о том, как её отец создал свою ложную предысторию, чтобы манипулировать ею, продолжая свою карьеру в качестве Убивашки. Минди также встречает свою мать, которая гордится действиями Убивашки.
Трое замаскированных полицейских грабят Рокко, намереваясь разбогатеть и покинуть Нью-Йорк. В ответ Рокко приказал убить всех, кого найдут в масках и костюмах супергероев, в результате чего погибли четыре члена «Вечной справедливости» и похищение соседа по комнате Дэйва Тодда. В тюрьме Минди подпитывается группой коррумпированных охранников, работающих на Рокко, который предполагает, что Крис представит Минди перед всеми другими лидерами толпы на Восточном побережье. Тем не менее, Крис, испытывая вину за то, как его действия повлияли на его мать, он решает освободить Минди и сражается с охранниками. Крис в результате битвы был смертельно ранен, но не раньше, чем помогает Минди сбежать и погибает. Пипец спасает Минди от полицейского, работающего на Рокко, жестоко убив его.
Минди идёт на встречу с Рокко на скоростном катере, намереваясь убить всех лидеров банд, собранных в эллинге; Дэйв в это время спешит спасти Тодда на грузовике большого папочки. Дэйв вкратце одолел головорезов, держащих Тодда у плену. Однако бандиты вновь повалили Пипца на пол и избивают. В последний момент Пипец вызывает короткое замыкание, убив всех бандитов электрическим током, а сам благодаря гидрокостюму и резиновым перчаткам выживает. Тем временем анонимный скрипач предупреждает Гиганте, что он и Минди будут на встрече Рокко. Минди прибывает и убивает собравшихся боссов, но сталкивается с Гиганте и его коррумпированными полицейскими. Минди показывает полицейским, что она была анонимным доспехом, после чего запускает взрывчатки, которые взрывают всех коррумпированных полицейских, кроме Гиганте. Затем она калечит самого Гиганте, разрушая его машину, а затем заставляет его обратиться к государственным свидетельствам. Некоторое время спустя Дэйв отказался от своей личности супергероя, вместо этого он решает устроиться на работу в полицию и остался с Валери. Маркус освобождается от всех обвинений благодаря показаниям Гиганте и изгнал оставшиеся коррумпированные элементы из этой силы. Мамы Анжелы и Минди стали близкими друзьями. Минди остается активной бдительностью, убивая преступников по всему миру, хотя она никогда больше не связывается с Дейвом. Она каждый день присылает цветы своей матери, как и цветы, которые дал ей отец. Комикс заканчивается обратным вызовом первой сцены первого комикса, где Скайберд, претендент в команду «Вечной справедливости», которого преследовала цель, отскакивает от здания, используя свой костюм, чтобы действительно улететь и в отличие от прошлого супергероя с похожим поступком, благодаря джекпату у него получается взлететь и удивить всех людей.
В «пост-сценической сцене» Минди появляется в доме ребёнка над которым издеваются и чей закадровый голос также о себе рассказывает. Минди объявляет ребёнку, что теперь она собирается обучать его и делать из него супергероя.

## Детали релиза
В интервью журналу SFX Марк Миллар заявил, что «Пипец 3» — завершающая серия трилогии:

«Пипец 3» будет последней частью. Я сказал это своим агентам, и они спросили меня: «Что это значит?» Я ответил: «Это значит, что в этой части всё завершится». Они спросили: «Неужели они все умрут в конце?» И я сказал: «Да, может быть» — потому что это реалистичная история о супергероях. И если у кого-то не пуленепробиваемый торс, как у Супермена, или нет миллионов баксов, как у Бэтмена, то он в конце концов совершает ошибку, и ему вышибают голову или стреляют в лицо. [смеётся] Поэтому с Пипцом должно произойти подобное. Должно же случиться что-то драматичное в конце концов: он не может заниматься этим до конца своих дней.
Оригинальный текст (англ.)Kick-Ass 3 is going to be the last one though. I told my agents this and they asked me, ‘What does that mean?’ I said, ‘It means that this is where it all ends.’ They said, ‘Do they all die at the end?’ I said, ‘Maybe’ – because this is a realistic superhero story. And if someone doesn’t have a bullet proof chest like Superman and doesn’t have Batman’s millions then eventually he is going turn around the wrong corner and get his head kicked in or get shot in the face [laughs]. So Kick-Ass needs to reflect that. There has to be something dramatic at the end, he cannot do this for the rest of his life.
— Марк Миллар
Одной из особенностей новой мини-серии являются альтернативные обложки, нарисованные разными художниками. Так, Пипца рисовали Джон Ромита-младший, Том Палмер и Дин Уайт; Убивашку — Адам Хьюз; Доктора Гравитацию и Человека Насекомого — Паскаль Ферри; Полковника Звездно-полосатого — Марк Сильвестри и Санни Чо; Батл-Гая и Ночную Сучку — Калли Хамнер; Эйзенхауэра — Адам Куберт. Все шесть альтернативных обложек первого выпуска вместе формируют постер команды «Правосудие Навсегда» (англ. Justice Forever), образуя слоган «Evil prevails when good men do nothing. — Justice Forever» (в переводе с англ. — «Зло преобладает, когда хорошие парни бездельничают. — Правосудие Навсегда»).

## Экранизация
Марк Миллар сообщил, что работа над последней частью кинотрилогии, вероятно, начнётся, однако это в первую очередь зависит от сборов второй картины, премьера которой состоялась 14 августа 2013 года. Также Миллар отметил, что фильм будет полностью основываться на комиксе, в отличие от первой части, которая сильно отличалась от комикса, и Пипец 2, которая смешала в себе второй том «Пипца» и мини-серию об «Убивашке».